# Orenia marismortui
Orenia marismortui è una specie di batterio appartenente alla famiglia delle Halobacteroidaceae.